# Parlamentní volby na Maltě 2013
Maltské parlamentní volby 2013, ve kterých se rozhodovalo o obsazení 69 křesel v jednokomorovém parlamentu Sněmovně reprezentantů, se uskutečnily v sobotu 9. března 2013. Použit byl opět volební systém jednoho přenosného hlasu (Single transferable vote system) a pro výpočet mandátového čísla pak Droopova volební kvóta. Oproti předchozím volbám došlo k malým změnám hranic ve třinácti vícemandátových volebních obvodech a zlepšení podmínek volby u hospitalizovaných voličů.
Vítězem se poprvé od všeobecných voleb v roce 1996 stali labouristé, jejichž lídr Joseph Muscat byl 11. března jmenován třináctým premiérem, ve třiceti devíti letech nejmladším od vyhlášení nezávislosti Malty roku 1964. Národní strana utrpěla největší porážku od voleb v roce 1962. Volební účast činila 93,1 % oprávněných voličů.

## Pozadí
Poté, co byla 10. prosince 2012 vláda premiéra Lawrence Gonziho poražena v hlasování o návrhu rozpočtu pro rok 2013, premiér o dva dny později prohlásil, že by měl být parlament rozpuštěn 7. ledna 2013 a volby vyhlášeny na 9. března téhož roku. Kabinet složený ze zástupců Národní strany neprosadil návrh rozpočtu, když se proti němu postavil poslanec vládnoucí strany Franco Debono, který nesouhlasil s dopravní reformou, poskytující správu nad národní autobusovou dopravou německému dopravci. Hlasování skončilo poměrem 34:35 v neprospěch vládního návrhu a kabinet tak ztratil v parlamentu většinu.

## Průzkumy
| Datum zveřejnění | zdroj               | Národní strana   | Labouristé       | Dem. alternativa | nerozhodnutí | náskok1) |
| ---------------- | ------------------- | ---------------- | ---------------- | ---------------- | ------------ | -------- |
| 7. ledna 2012    | The Sunday Times    | 25,2 % (46,9 %)¤ | 29,5 % (52,1 %)¤ | 1,0 % (1,0 %)¤   | 44,3 %       | 4 %      |
| 8. července 2012 | Misco International | 22 %             | 32 %             | 1 %              | 45 %         | 10 %     |
| 14. října 2012   | Misco International | 22 %             | 34 %             | 1 %              | 43 %         | 12 %     |
| 13. ledna 2013   | The Sunday Times    | 27 % (44 %)¤     | 33 % (54 %)¤     | 1 % (1 %)¤       | 38 %         | 6 %      |
| 3. března 2013   | Malta Today         | 28,2 %           | 40,2 %           | 2,4 %            | 29,2 %       | 12 %     |

¤ – výzkum veřejného mínění zohledňuje preference nerozhodnutých voličů.
1) – uveden náskok vedoucích Labouristů před druhou Národní stranou.

## Výsledky voleb
Po sedmnácti letech zvítězila opoziční Labouristická strana vedená předsedou Josephem Muscatem, když získala 54,38 % platných hlasů oprávněných voličů, což po přerozdělení znamenalo 39 mandátů. Druhá ve volbách se umístila vládnoucí Národní strana, jejímž lídrem byl premiér Lawrence Gonzi. Jeho strana na ostrově vládla nepřetržitě od roku 1987, vyjma dvouleté přestávky 1996–
1998, kdy byli u moci labouristé s premiérem Alfredem Santem. Na třetí pozici se umístila Demokratická alternativa, subjekt z rodiny zelených stran Global Greens, jemuž se nepodařilo získat historicky první poslanecká křesla. Do voleb zasáhli také nezávislí kandidáti.
Národní akce, která postavila kandidáty do předchozích parlamentních voleb v březnu 2008 i eurovoleb 2009, svou činnost přerušila v roce 2010 a nesestavila kandidátní listinu.

### Přehled výsledků
| Politický subjekt                                                              | Hlasů   | %     | +/–   | Mandátů | +/–  |
| ------------------------------------------------------------------------------ | ------- | ----- | ----- | ------- | ---- |
| Labouristická strana                                                           | 167 533 | 54,83 | +6,04 | 39      | +5   |
| Národní strana                                                                 | 132 426 | 43,34 | –6,00 | 30      | –5   |
| Demokratická alternativa                                                       | 5 506   | 1,80  | +0,49 | 0       | 0    |
| Ajkla                                                                          | 47      | 0,02  | nový  | 0       | nový |
| Liberální aliance                                                              | 12      | 0,00  | nový  | 0       | nový |
| Nezávislí                                                                      | 32      | 0.01  | +0,00 | 0       | 0    |
| neplatné hlasy                                                                 | 4 044   | —     | —     | —       | —    |
| Celkem                                                                         | 309 600 | 100,0 | –     | 69      | 0    |
| zdroj: Vláda Malta, Parlament Malty Archivováno 5. 3. 2016 na Wayback Machine. |         |       |       |         |      |